# La Candelada del Diablo
La Candelada del Diablo, también llamada a veces la Llamarada del Diablo y la Escupa del Diablo es una costumbre navideña popular en Colombia, en particular en los departamentos de Atlántico, Antioquia  y Bolívar durante el Día de las Velitas.  En ella, un grupo de personas se reúne para fundir parafina de las velas utilizadas en los alumbrados y cuando esta alcanza una temperatura suficientemente alta, se agrega saliva, resultando en una enorme llama que es celebrada por los participantes
.

## Descripción y Preparación
Durante la noche del 7 y 8 de diciembre, las familias suelen reunirse en la entrada de las casas y en las aceras de las calles a encender velitas y faroles.  Una costumbre infantil relacionada es reunir la cera fundida de las velas y formar grandes bolas durante el curso de la noche.  Algunas personas suelen luego comenzar a fundir de nuevo esta cera en un recipiente metálico, típicamente una tapa de gaseosa sujetada con un alambre, pero con frecuencia una lata de betún o una lata de cerveza cortada a la mitad.  Se utilizan piedras para hacer un fogón improvisado sobre el que se apoya el recipiente metálico y se usan las mismas velas como combustible en la base, aunque si el fogón y la cantidad de cera a fundirse es considerable se puede emplear leña.
La cera se va derritiendo y eventualmente una llama aparece en la superficie.  Poco después empieza a ebullir y en este momento una persona se acerca y escupe sobre el recipiente, lo que genera una gran llama y consume una buena parte de la parafina.  Los participantes se turnan escupiendo hasta que se agota la cera fundida.  En este momento se agrega más cera sólida al recipiente metálico y el proceso se repite.

## Mecanismo de ignición
La parafina derretida se calienta por lo menos hasta que alcanza su punto de inflamabilidad (flash point), que en condiciones normales está próximo a los 200 °C, aunque este puede reducirse hasta en 50 °C debido a la utilización de aromatizantes, que tienen un punto de inflamabilidad mucho menor.  A esta temperatura solamente se obtiene combustión superficial pues hay muy poco oxígeno en contacto con la superficie del combustible (la parafina, en este caso) en proporción a la cantidad de combustible total.  Para lograr una conflagración completa se requiere aumentar drásticamente la relación oxígeno/combustible.  Curiosamente este aumento se logra agregando agua líquida (o un material acuoso como la saliva u orina).
El agua tiene una temperatura de ebullición (100 °C a nivel del mar) mucho menor que el punto de inflamabilidad de la parafina.  De modo que cuando entra en contacto con la misma, rápidamente cambia de estado y se vaporiza.  Esta expansión acelerada expulsa al aire miles de pequeñas gotas de parafina líquida sobrecalentada.  Esto aumenta significativamente el área superficial de la parafina que está en contacto con el oxígeno del aire y como está presente una fuente de ignición, se completan los cuatro elementos del tetraedro del fuego iniciando una reacción en cadena hasta que las gotas de parafina volatilizadas se consumen y el fuego permanece solamente en la superficie del líquido que no se volatilizó en el recipiente.